# Listă de opere ale lui Leonardo da Vinci

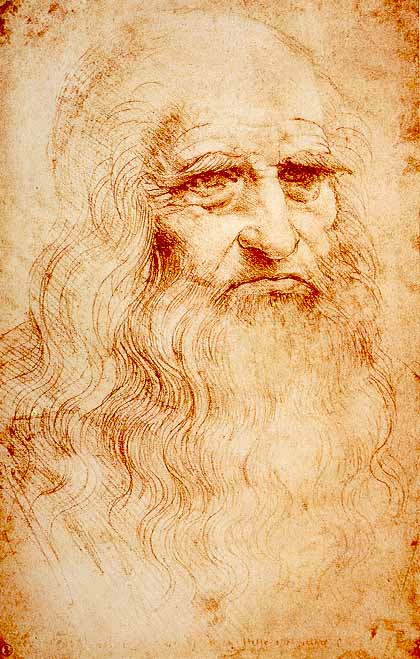
Autoportret - Leonardo da Vinci; cretă roșie pe hârtie; 33.3 × 21.3 cm; cca 1512; Biblioteca Regală, Torino

Aceasta este o listă de picturi, desene și manuscrise atribuite lui Leonardo di ser Piero da Vinci (n. 15 aprilie 1452, d. 2 mai 1519), pictor, sculptor, arhitect și om de știință italian. Leonardo da Vinci a fost un artist din Florența, care a fost numit „arhetipul omului Renașterii”. Majoritatea operelor au teme religioase. În afară de acestea, Leonardo a realizat și portrete. Compozițiile lui sunt armonioase și curgătoare, creând o extraordinară impresie de real. El a creat modalități foarte fine ale umbrei și ale luminii, în special pentru chipurile și peisajele din fundal. Inovația sa în pictură a influențat arta italiană pentru mai mult de un secol după moartea sa, dar operele sale au trezit numeroase controverse. Nu a influențat numai pictura, ci și cinematografia.
Lista de opere este împărțită în patru:
- Lista cu lucrări majore care este alcătuită din 17 picturi terminate (două versiuni înseamnă o lucrare; De exemplu: Fecioara între stânci deși are două versiuni ea este o singură operă; dacă luați cele două versiuni separate vor ieși 19 picturi, ceea ce nu este corect), 2 picturi neterminate și unul dintre desenele sale.
- Lista cu lucrări pierdute care conține copii ale lucrărilor originale efectuate de diverși artiști plastici, cu excepția operelor Madona cu pisica și Salvator Mundi.
- Lista cu lucrări contestate și atribuții recente care conține 11 lucrări: șapte teme religioase și patru portrete.
- Lista manuscriselor care cuprinde 11 codexuri, o colecție de documente și 12 manuscrise notate de la A la M.

Deși numai 17 opere îi pot fi atribuite fără umbră de îndoială, el a descoperit soluții pentru toate categoriile de probleme artistice. Printre lucrările sale, cele mai cunoscute sunt Mona Lisa, cea mai celebră pictură din lume și Cina cea de taină, una dintre cele două picturi murale ale artistului. 
Unele picturi au fost pierdute. Două dintre cele mai de seamă compoziții ale sale - Bătălia de la Anghiari și Leda și lebăda  (ambele abandonate) - au fost reproduse de alți pictori. Chiar și așa, aceste câteva creații dau seama unicității artistului, căruia Giorgio Vasari i-a atribuit rolul de părinte al Renașterii propriu-zise. 
Alte opere de artă sunt contestate. De exemplu, Tobias și îngerașul a fost lucrată probabil în mare parte de Andrea del Verrocchio. Unele picturi sunt atribuite lui da Vinci datorită amprentelor care se găsesc la alte picturi și la ele. 
Între 1490 și 1495, Leonardo a pus bazele primelor scrieri de anvergură. Treptat, el dă viață celor patru teme care aveau să-i preocupe întreaga viață: un tratat de pictură, un tratat de arhitectură, o carte despre bazele mecanicii și un studiu general despre anatomia omului. Tot în această perioadă apar preocupările pentru geofizică, botanică, hidrologie și aerologie. Începe să-și scrie caietele în primii ani petrecuți la Milano. Caietele sale însumează mii de pagini scrise mărunt și bogate în schițe, fiind cea mai cuprinzătoare moștenire lăsată vreodată de un pictor. 

## Lucrări majore care s-au păstrat
Referințele din secțiunea „Titlul, tehnica și mărimile” sunt valabile și pentru secțiunile „Anul realizării” și „Unde este expusă”. Cele din ultima coloană sunt valabile pentru toate secțiunile dacă nu întâlnim referințe și în „Titlul, tehnica și mărimile”. 
Referința de la pictura Sfântul Ieronim este valabilă pentru secțiunile „Titlul, tehnica și mărimile”, „Anul realizării” și „Unde este expusă”.
Referința de la Madona Litta din secțiunea „Titlul, tehnica și mărimile” nu este valabilă pentru „Anul realizării”, la fel și cea de la Madona Benois.
| Imagine               | Titlul, tehnica și mărimile                                                                                                 | Anul realizării | Unde este expusă                          | Detalii |
| --------------------- | --- | --------------- | ----------------------------------------- | --- |
| The Baptism of Christ | Botezul lui Hristos; tempera și ulei pe panou de lemn; 177 × 151 cm                                                         | 1472-1475       | Galeria Uffizi, Florența                  | Panoul este singura pictură a lui Andrea del Verrocchio existentă la Uffizi și provine de la mânăstirea florentină San Salviref.                                        |
| Annunciation          | Buna Vestire; ulei și tempera pe panou de lemn; 98 × 217 cm                                                                 | cca 1472-1475   | Galeria Uffizi, Florența                  | Opera provine din mânăstirea Sfântul Bartolemeu de la Monteoliveto, din apropiere de Florența.                                                                          |
|                       | Portretul Ginevrei Benci; ulei pe lemn; 42 × 37 cm                                                                          | 1476            | National Gallery of Art, Washington, D.C. | Tabloul este inspirat după sculptura Tânără cu un buchet de flori realizată de Andrea del Verrocchio, artistul care l-a influențat pe Leonardo.                         |
|                       | Madona Benois; ulei pe lemn transferat pe pânză; 49.5 × 33 cm                                                               | 1478            | Muzeul Ermitaj, Sankt Petersburg          | Se zvonește că pictura a făcut parte din decorațiunile de scenă ale unei companii de circ.                                                                              |
|                       | Madona cu garoafă; ulei pe lemn; 62 × 47.5 cm                                                                               | 1478–1480       | Alte Pinakothek, München                  | Foarte mult timp i-a fost atribuită lui Verrocchio. |
|                       | Sfântul Ieronim; tempera și ulei pe panou de lemn; 103 × 75 cm; pictură neterminată                                         | cca 1480        | Pinacoteca Vaticanului, Muzeele Vaticane  | A rămas neterminată și se află în primele stagii de pregătire. |
|                       | Adorația magilor; ulei pe panou de lemn; pictură neterminată; 243 × 246 cm                                                  | 1481            | Galeria Uffizi, Florența                  | La fel ca Sfântul Ieronim ea a rămas neterminată. A ajuns la Uffizi încă din 1670, prin intermediul colecțiilor lui Antonio și Giulio de Medici.                        |
|                       | Fecioara între stânci; ulei pe lemn; 199 × 122 cm                                                                           | 1483–1486       | Muzeul Luvru, Paris                       | Are o versiune succesivă la National Gallery, Londra. |
|                       | Doamna cu hermină; ulei pe panou de lemn 54 × 39 cm                                                                         | cca 1483–1490   | Muzeul Czartoryski, Cracovia              | Câțiva istorici consideră că personajul este Cecilia Gallerani. |
|                       | Madona Litta; tempera pe lemn transferat pe pânză; 42 × 33 cm                                                               | cca 1490        | Muzeul Ermitaj, Sankt Petersburg          | Mulți cercetători cred că această operă aparține unui ucenic de-al maestrului renascentist.                                                                             |
|                       | Portretul unui muzician; ulei pe panou de lemn; 43 × 31 cm                                                                  | cca 1490        | Biblioteca Ambroziană, Milano             | Tabloul este singura operă a lui Leonardo care reprezintă un bărbat. |
|                       | Frumoasa fierăriță; ulei pe panou de lemn; 62 × 44 cm                                                                       | 1490-1496       | Muzeul Luvru, Paris                       | Femeia din imagine ar putea fi Lucrezia Crivelli. |
|                       | Cina cea de taină; tempera pe ipsos; 460 × 880 cm                                                                           | 1495–1498       | Biserica Santa Maria delle Grazie, Milano | Începerea și finalizarea picturii au fost menționate de către matematicianul Luca Pacioli într-o scrisoare trimisă lui Ludovic Maurul.                                  |
|                       | Fecioara între stânci; ulei pe lemn; 189.5 × 120 cm                                                                         | 1495-1508       | National Gallery, Londra                  | Panoul a fost realizat pentru o capelă din Biserica Sfântul Francisc cel Mare din Milano.                                                                               |
|                       | Salla delle Asse (în română:Sala de panouri de lemn); detaliu al frescei realizate pentru Castelul Sforza; tempera pe ipsos | 1498-1499       | Castelul Sforza, Milano                   | Leonardo a lucrat la această murală cu asistenții săi. |
|                       | Fecioara cu Pruncul, Sfânta Ana și Sfântul Ioan Botezătorul; cretă și cărbune pe hârtie; 142 × 105 cm                       | 1499-1500       | National Gallery, Londra                  | Desenul este format din opt foi unite. |
|                       | Madona cu fus; ulei pe panou de lemn transferat pe pânză și restabilit pe panou; 50.2 × 36.4 cm                             | cca 1501        | Colecție privată                          | Leonardo da Vinci s-a întors la Milano pentru a realiza această operă care i-a fost dată secretarului francez al statului, Florimond Robertet.                          |
|                       | Madona cu fus; ulei pe panou de lemn; 48.3 × 36.9 cm                                                                        | cca 1501        | Colecție privată                          | Rezultatul examinației științifice recente arată că lucrarea este realizată de Leonardo.                                                                                |
|                       | Mona Lisa (Gioconda); ulei pe lemn; 77 × 53 cm                                                                              | 1503–1506       | Muzeul Luvru, Paris                       | Mona Lisa este cel mai cunoscut chip feminin din lume, care a dat naștere la numeroase controverse.                                                                     |
|                       | Sfânta Ana, Fecioara și Pruncul cu mielul; ulei pe lemn; 168 × 130 cm                                                       | cca 1510        | Muzeul Luvru, Paris                       | În 1517, acest tablou a fost expus în atelierul maestrului Cloux, după care a fost achiziționat de cardinalul Richelieu, care îl dăruiește regelui Ludovic al XIII-lea. |
|                       | Bachus; ulei pe panou de lemn transferat pe pânză; 177 × 115 cm                                                             | 1510–1515       | Muzeul Luvru, Paris                       | Deteriorările au făcut ca picturii să-i fie recunoscut cu greu artistul.                                                                                                |
|                       | Sfântul Ioan Botezătorul; ulei pe lemn; 69 × 57 cm                                                                          | 1513-1516       | Muzeul Luvru, Paris                       | Modelul pentru această operă a fost cel mai apropiat prieten al lui Leonardo, „Salai”.                                                                                  |

## Lucrări pierdute

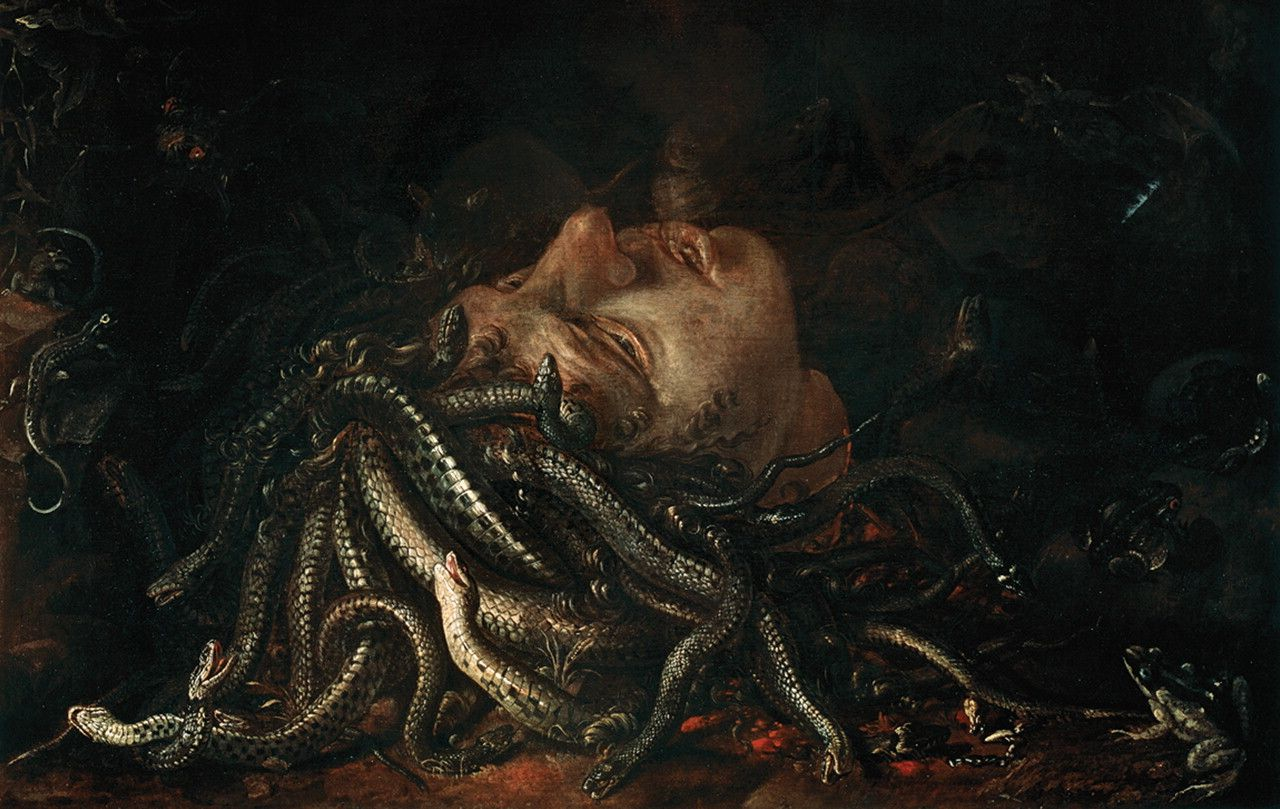
Capul Medusei - realizată de un pictor flamand; ulei pe panou; 49 × 74 cm; secolul al XVI-lea; Galeria Uffizi, Florența

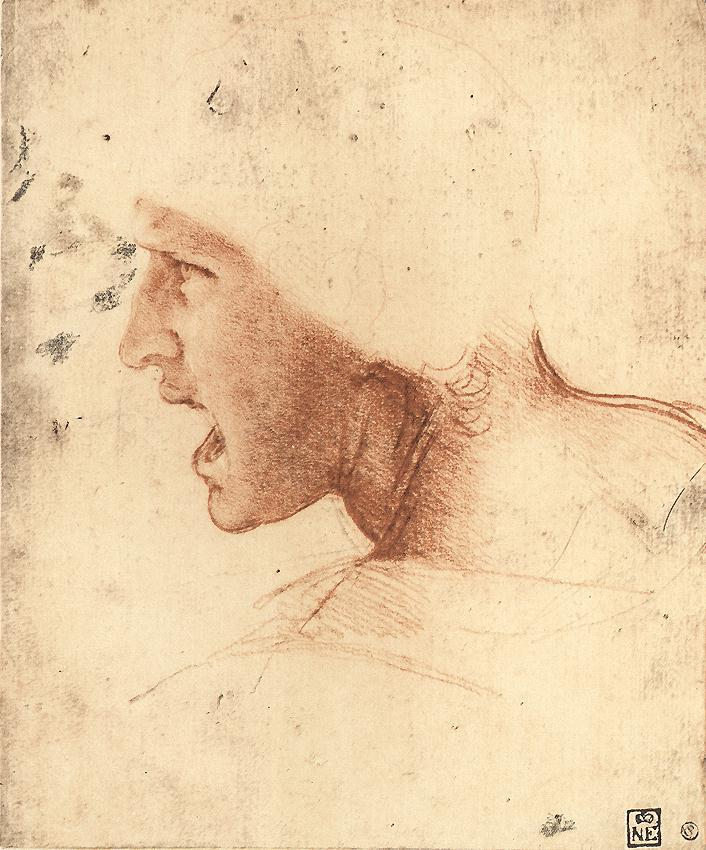
Capul unui luptător (Capul roșu - studiu pentru Bătălia de la Anghiari) - Leonardo da Vinci; Muzeul de Arte Plastice, Budapesta

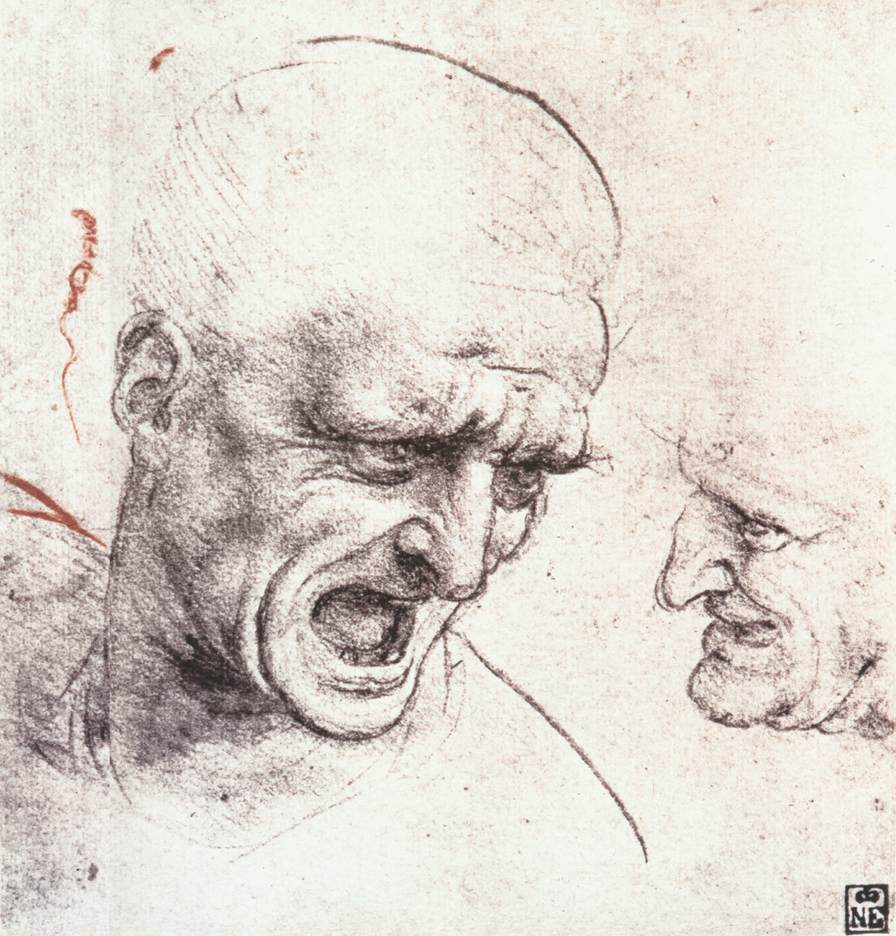
Studii ale capetelor a doi soldați din Bătălia de la Anghiari - Leonardo da Vinci; Muzeul de Arte Plastice, Budapesta

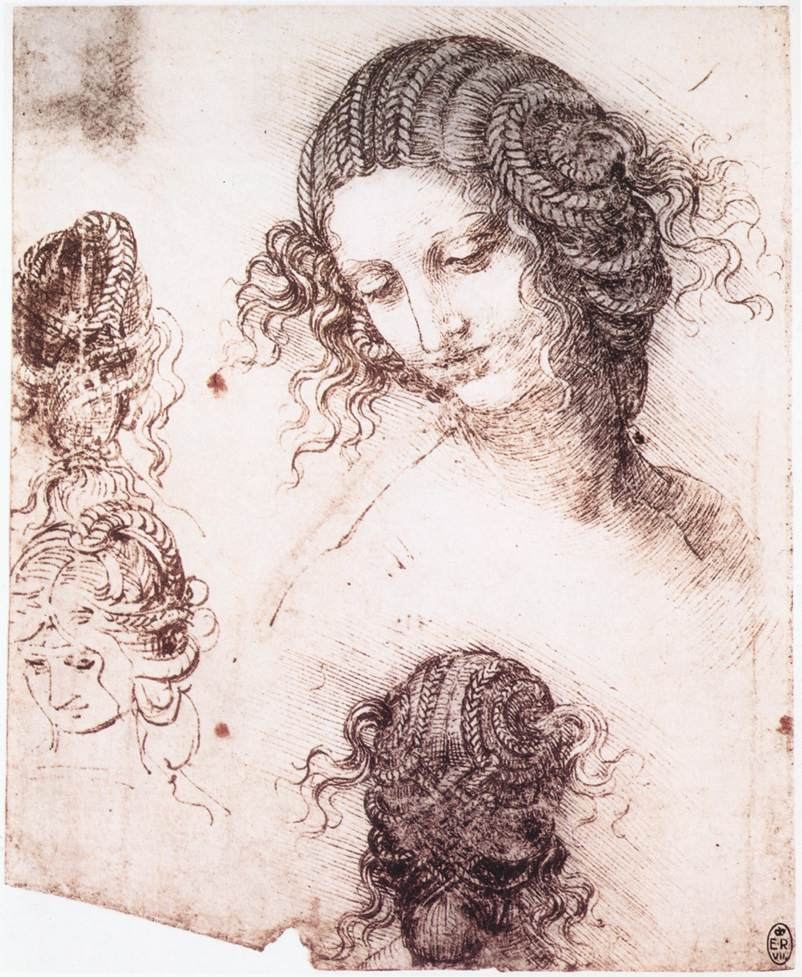
Capul Ledei (studiu) - Leonardo da Vinci; Castelul Windsor, Windsor

Referințele din secțiunea „Detalii” sunt valabile pentru toate coloanele.
| Imagine | Titlul                 | Anul realizării | Detalii |
| ------- | ---------------------- | --------------- | --- |
|         | Madona cu pisica       | ?               | Din această pictură s-a păstrat doar o schiță din perioada lui Da Vinci. S-ar putea ca lucrarea originală să nu fi fost terminată sau să se fi pierdut; există o pictură recentă pe baza acestor schițe, aflată în colecția industrialișului Carlo Noya. |
|         | Medusa                 | ?               | O lucrare juvenilă descrisă de Giorgio Vasari. |
|         | Îngerul Bunei Vestiri  | cca 1503        | Pictura este descrisă de Vasari. Un desen supraviețuiește printre studiile pentru Bătălia de la Anghiari (vezi mai jos), iar o copie se află în Kunstmuseum Basel.                                                                                       |
|         | Bătălia de la Anghiari | 1505            | În jurul anului 1603, Paul Rubens a realizat o copie a acestei picturi. |
|         | Salvator Mundi         | 1506–1513       | Pictura este descrisă de Vasari. |
|         | Leda și lebăda         | 1508            | Există nouă copii ale picturii, inclusiv una a lui Rafael Sanzio realizată în 1506. |

## Lucrări contestate sau atribuții recente
Referințele din secțiunea „Titlul, tehnica și mărimile” sunt valabile și pentru secțiunile „Anul realizării” și „Unde este expusă”. Cele din ultima coloană sunt valabile pentru toate secțiunile dacă nu întâlnim referințe și în „Titlul, tehnica și mărimile”. 
| Imagine | Titlu, tehnica și mărimile                                                   | Anul realizării     | Unde este expusă                                                                                               | Detalii |
| ------- | ---------------------------------------------------------------------------- | ------------------- | --- | --- |
|         | Tobiolo e l'angelo; tempera de ou pe lemn de plop; 84 × 66 cm                | 1470–1480           | National Gallery, Londra                                                                                       | Aici vedem pictura care a ieșit probabil din atelierul maestrului lui Leonardo, Andrea del Verrocchio. Zvonurile spun că modelul pentru personajul din dreapta este nimeni altul decât Leonardo. |
|         | Madonna Dreyfus; ulei pe panou; 15.7 × 12.8 cm                               | cca 1469            | National Gallery of Art, Washington, D.C.                                                                      | Atribuită lui Verrochio sau Lorenzo di Credi de către Suida în 1929. |
|         | Buna Vestire                                                                 | cca 1478            | Muzeul Luvru, Paris                                                                                            | Pictorul acestei lucrări rămâne îndoielnic. Dovezile documentate arată că acestă operă este partea unui altar pictat pentru Catedrala din Pistoia.                                               |
|         | Sfinții sugari îmbrățișându-se                                               | cca 1486-1490       | Există numeroase versiuni aflate în colecții private.                                                          | |
|         | Portretul unei tinere femei                                                  | (vedeți în dreapta) | Biblioteca Ambroziană, Milano                                                                                  | Este mult mai probabil ca acest tablou să fi fost pictat de Ambrogio de Predis în jurul anilor 1495 și 1500, perioada în care a fost în mod oficial partener sau contractant al lui Leonardo.    |
|         | Hristos cărând crucea                                                        | cca 1500            | Colecție privată, San Francisco                                                                                | Atribuită lui Gian-Francesco de Maineri de către Sotheby și lui Leonardo de către deținătorul operei.                                                                                            |
|         | Madona și copilul cu Sfântul Iosif                                           | ?                   | Galeria Borghese, Roma                                                                                         | Atribuită lui Fra Bartolomeo, dar și lui Leonardo datorită amprentelor găsite care există și în Tânăra cu hermină.                                                                               |
|         | Portretul unei tinere doamne                                                 | 1500                | National Gallery of Art, Washington, D.C.                                                                      | Acest tablou este acum considerat ca fiind lucrat în atelierul lui Leonardo, deși artistul a rămas neidentificat.                                                                                |
|         | Maria Magdalena; 58 × 45 cm                                                  | cca 1515            | Colecție privată, Elveția                                                                                      | Atribuită recent lui Leonardo de către Carlo Pedretti. |
|         | Bella principessa; cretă, stilou, cerneală și tentă pe pergament; 33 × 22 cm | cca 1496            | Colecție privată, Elveția                                                                                      | Un comerciant de artă londonez spune că prețul picturii ar putea depăși 150 milioane de $. |
|         | Portretul lui Leonardo; tempera pe panou de lemn; 40 × 60 cm                 | 1505                | Museo delle Antiche Genti di Lucania (în limba română: Muzeul Oamenilor Antici din Lucania), Vaglio Basilicata | Descoperită în 2008 într-o colecție privată și identificată ca un autoportret de Peter Hohenstatt și alții. Au fost găsite amprente la fel ca în pictura Tânăra cu hermină.                      |

## Manuscrise

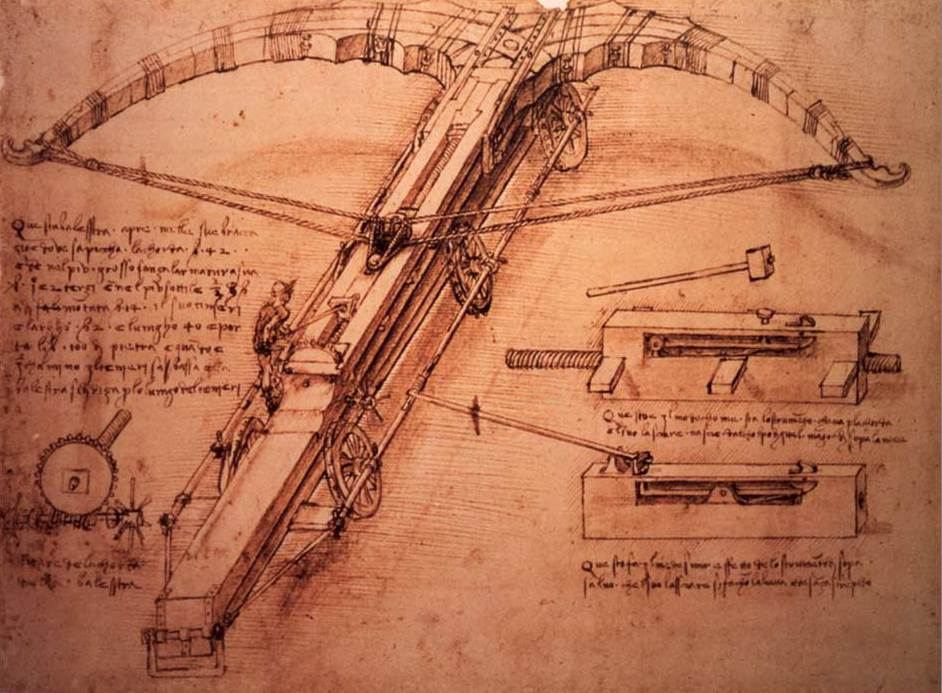
O pagină din Codexul Atlanticus cu o schemă pentru arbaletă

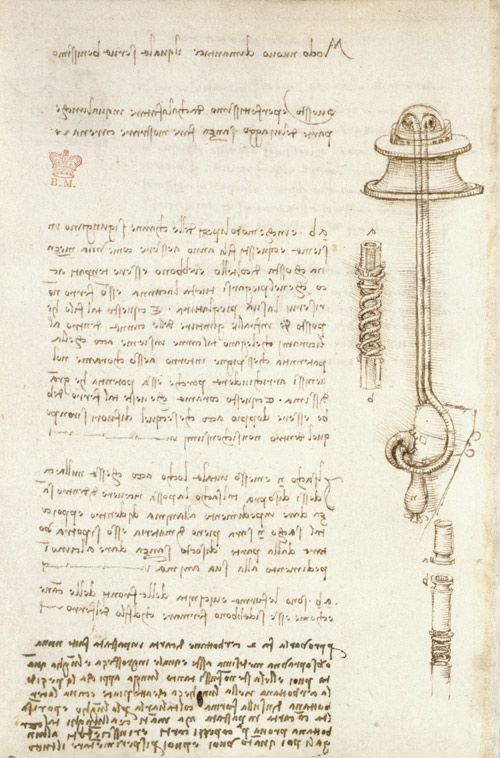
O pagină din Codexul Arundel care reprezintă un studiu privind plutirea cu tuburi de respirație pentru scafandru.

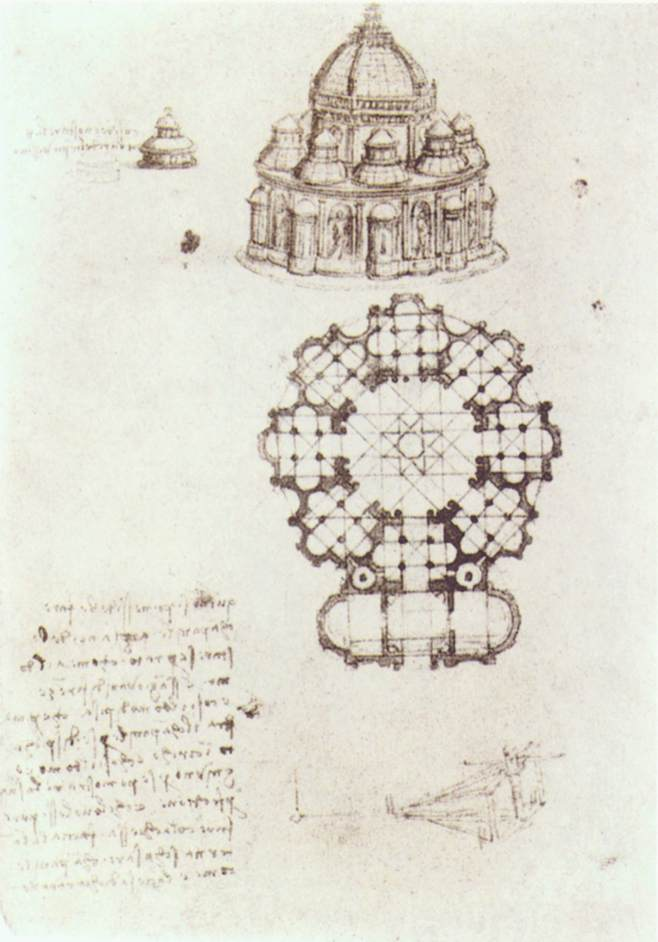
Pagină din Manuscrisul B care reprezintă un studiu de biserică cu plan central.

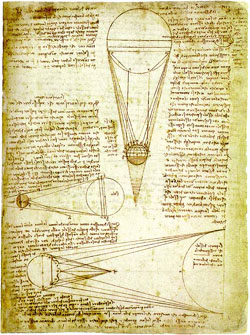
Pagină din Codexul Leicester cu însemnări despre Lună; desene și notițe privind Soarele, Luna și iluminarea Pământului

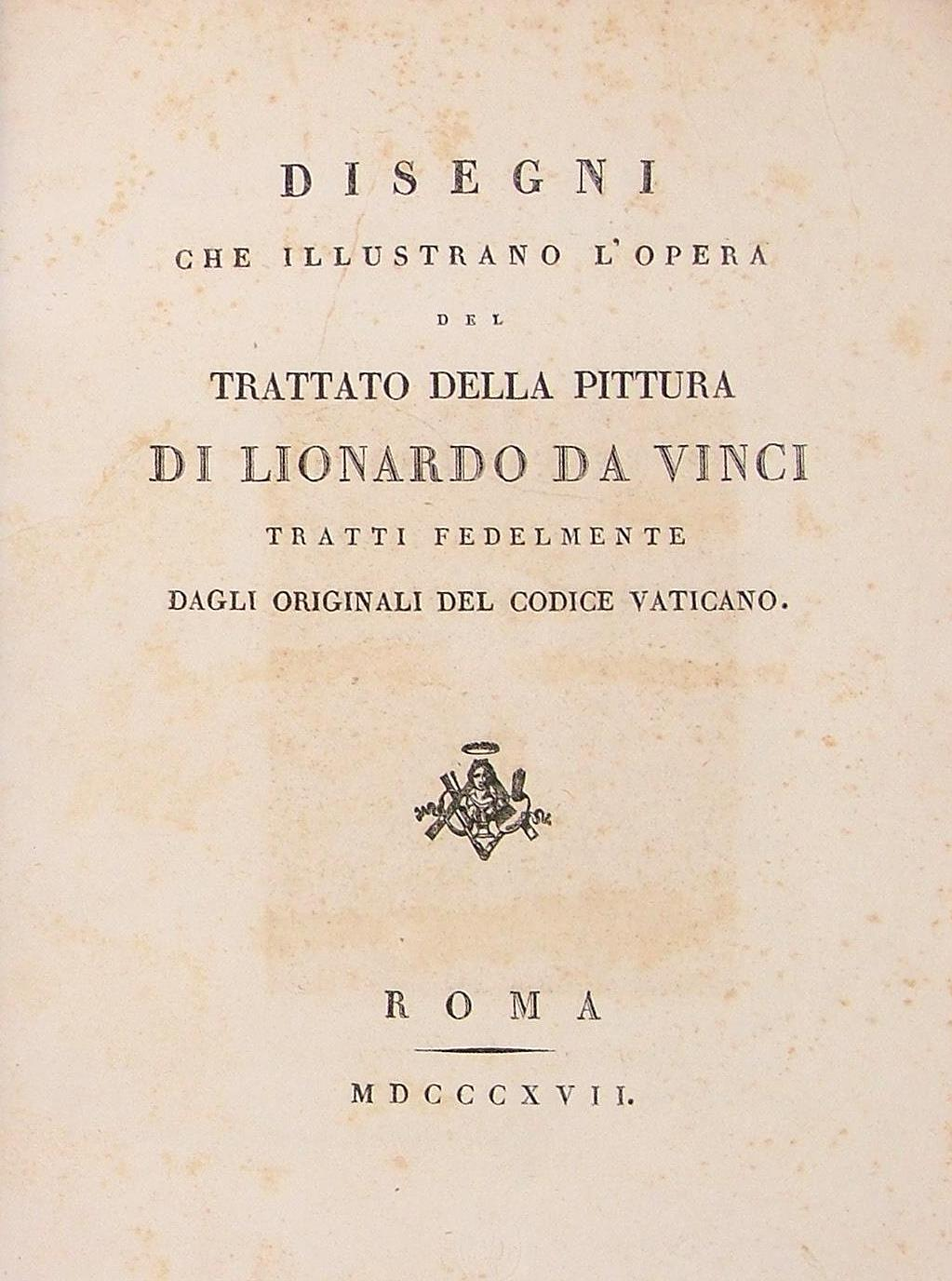
Un tratat despre pictură (în limba italiană:Trattato della Pittura), ediție printată din 1717

Referințele din secțiunea „Detalii” sunt valabile pentru toate coloanele.
| Titlul | Perioada în care a fost realizat | Pagini              | Unde sunt păstrate                     | Detalii |
| --- | -------------------------------- | ------------------- | -------------------------------------- | --- |
| Codexul Atlanticus | 1478–1518                        | 1.119               | Biblioteca Ambroziană, Milano          | Denumirea codexului derivă chiar din formatul mare al paginilor din care este compus, asemănător cu cel al unui atlas. |
| Codexul Arundel | 1478–1518                        | 283                 | British Museum, Londra                 | Subiectul său principal îl constituie matematica. |
| Codexul Trivulzianus                                                                                                   | 1487–1490                        | 110 (original: 124) | Castelul Sforza, Milano                | În interiorul său există liste de cuvinte de origine latină, caricaturi, precum și studii de arhitectură militară și religioasă. |
| Codexul referitor la zborul păsărilor                                                                                  | 1490–1505                        | 26 (original: 36)   | Biblioteca Regală, Torino              | Codexul cuprinde o serie de observații cu privire la comportamentul păsărilor în timpul zborului și studiile necesare realizării unei mașini de zbor. |
| Codexul Leicester | 1506–1510                        | 72                  | Colecție privată                       | Tema sa principală o reprezintă apa, conținând studii și desene spectaculoase privind curenții și vârtejurile. O parte considerabilă este dedicată astronomiei prin abordarea iluminării Soarelui, Pământului și Lunii. Codexul Leicester a fost cumpărat în 1994 de către Bill Gates cu prețul de 30.8 milioane de $, fiind cea mai scumpă carte din lume. |
| Colecția Windsor | 1478–1518                        | 468                 | Castelul Windsor, Windsor, Berkshire   | Paginile sunt împărțite pe secțiuni tematice: anatomie - peisaje - cai și alte animale - figuri, profiluri, caricaturi și hărți diverse. |
| Codexul Urbinas | 1508                             |                     | Biblioteca Vaticană                    | Codexul cuprinde selecții din diferite manuscrise și caiete realizate de Francesco Melzi în jurul anului 1530. O ediție prescurtată a lucrării a fost publicată în Paris în 1651 cu numele Trattato della Pittura (în limba italiană). |
| Manuscrisele din Franța - toate se află la Institutul Francez din Paris .                                              |                                  |                     |                                        | |
| Manuscrisul A | 1490–1492                        | 126 (original: 228) | Institutul Francez, Paris              | Conținutul manuscrisului se referă în principal la pictură și la fizică. |
| Manuscrisul B | 1487–1490                        | 168 (original: 200) | Institutul Francez, Paris              | Materialul principal al acestui manuscris îl constituie schițele de arme și mașini militare sau de lucru, bisericile cu plan central, proiectele futuriste pentru mașini de zbor și alte invenții. |
| Manuscrisul C | 1490–1491                        | 64                  | Institutul Francez, Paris              | Este dedicat studiului efectelor luminii și umbrei asupra formelor și diverselor suprafețe. |
| Manuscrisul D | 1508–1509                        | 20                  | Institutul Francez, Paris              | Conține studii asupra structurii ochiului și asupra naturii vederii. |
| Manuscrisul E | 1513–1514                        | 160 (original: 192) | Institutul Francez, Paris              | În acest manuscris este vorba despre două subiecte principale, aflate în strânsă legătură cu proiectarea unei mașini. |
| Manuscrisul F | 1508                             | 192                 | Institutul Francez, Paris              | Se bazează pe studiul apei, cu exemple de o rară măiestrie grafică în desenarea formelor dificile în care se poate prezenta elementul lichid. |
| Manuscrisul G | 1510, 1511, 1515                 | 186                 | Institutul Francez, Paris              | Dintre numeroasele teme tratate, o atenție deosebită se acordă botanicii. |
| Manuscrisul H | 1493–1494                        | 284                 | Institutul Francez, Paris              | Manuscrisul este alcătuit din trei caiete de notițe diferite. Este dedicat studiului apei. |
| Manuscrisul I | 1497, 1499                       | 278                 | Institutul Francez, Paris              | Este alcătuit din două carnețele, primul având 96 de pagini, iar al doilea 182. |
| Manuscrisul K | 1503–1505, 1506–1507             | 256                 | Institutul Francez, Paris              | Este alcătuit din trei carnețele, primul având 96 de pagini, al doilea 64, iar al treilea 96. Primele două carnețele au ca subiect principal geometria. |
| Manuscrisul L | 1497–1504                        | 188 (original: 192) | Institutul Francez, Paris              | Dedicat fortificațiilor militare și zborului păsărilor. |
| Manuscrisul M | 1499–1500                        | 192                 | Institutul Francez, Paris              | În acest manuscris Leonardo dedică multe pagini geometriei și fizicii. |
| Codexurile din Madrid - cele două codexuri se află la Biblioteca Națională a Spaniei din Madrid .                      |                                  |                     |                                        | |
| Codexul din Madrid I                                                                                                   | 1490–1499                        | 368                 | Biblioteca Națională a Spaniei, Madrid | Prima parte a codexului este completată cu desene ale unor mecanisme diverse, în timp ce a doua parte este dedicată teoriei mecanicii. |
| Codexul din Madrid II                                                                                                  | 1491–1493, 1503–1505             | 314                 | Biblioteca Națională a Spaniei, Madrid | Codexul este format din două manuscrise, diferite în totalitate din punct de vedere al conținutului și al cronologiei. |
| Codexurile Forster - cele trei codexuri se află la Victoria and Albert Museum (Muzeul Victoria și Albert) din Londra . |                                  |                     |                                        | |
| Codexul Forster I | 1487–1490, 1505                  | 108                 | Victoria and Albert Museum, Londra     | Acesta este împărțit în două manuscrise, primul având 80 de pagini, iar al doilea 28. |
| Codexul Foster II | 1495, 1497                       | 316                 | Victoria and Albert Museum, Londra     | Asemenea primului Codex Forster, este alcătuit din două manuscrise unite în mod invers față de celălalt. Primul manuscris are 126 de pagini, iar al doilea 190. |
| Codexul Forster III | 1493–1496                        | 188                 | Victoria and Albert Museum, Londra     | Acest carnet mic, în care este utilizat îndeosebi creionul roșu, prezintă caracteristicile unui „jurnal”, plin de notițe și schițe improvizate, împrăștiate pe toată pagina, fără o ordine precisă. |